# Jakob Stabernak
Jakob Stabernak (20. července 1847 České Budějovice – 13. listopadu 1932 tamtéž) byl český[zdroj?] stavitel působící na jihu Čech. V Českých Budějovicích postavila Stabernakova stavební firma celou řadu zásadních budov z přelomu 19. a 20. století.

## Životopis
Narodil jako syn tesařského tovaryše a vysloužilého vojáka s rentou („patentálního invalidy“) Adalberta Stabernaka a jeho ženy Rosalie rozené Lukschové, na Pražském předměstí v Českých Budějovicích. Poprvé se oženil ve svých 26 letech dne 15. listopadu 1873 v českobudějovické katedrále u sv. Mikuláše s 23letou Veronikou Steinhäuslovou. Veronika však za necelý rok podlehla tehdy rozšířené tuberkulóze. Podruhé se oženil znovu u sv. Mikuláše 12. února 1876 s devatenáctiletou Katharinou Wortnerovou s niž měl pět dětí: syny Josefa (*1877), Ottu (*1878), Gustla (*1883) a Adolfa (*1886) a dceru Idu (*1880).

## Profesní kariéra
Jako stavební praktikant vstoupil 18. srpna 1861 do učení do firmy stavitele Josefa Kneissla. Po třech letech dne 21. srpna 1864 toto studium úspěšně ukončil. V Kneisslově kanceláři pracoval dále jako kreslič a od 1. ledna 1871 jako zástupce (jednatel) společnosti. Dne 10. března 1876 mu byla po 15 letech praxe udělena místodržitelstvím koncese. Téhož roku odešel od firmy Kneissl a založil vlastní stavební firmu, kterou aktivně vedl až přibližně do roku 1920. V té době postavil řadu staveb za některé obdržel v roce 1889 rytířský kříž Řádu svatého Silvestra se zlatou ostruhou od papeže Lva XIII. Od císaře Františka Josefa obdržel roku 1895 briliantovou jehlici s jeho podpisem. Byl činný i ve veřejném životě, když 25 let byl předsedou sdružení podnikatelů ve stavebnictví (Genossenschaft der Baugewerbe). Více než 50 let byl členem Sdružení vojenských vysloužilců (Militär-Veteranen-Verein), z toho 35 let předsedou, dále pak čestným předsedou. Mezi lety 1886 a 190 byl členem obecního výboru (Gemeindeausschuß), poté až do 1918 působil jako radní. Stal se čestným občanem Německého Benešova, Hodějovic, Homolí, Dobré Vody a Čtyř Dvorů. Je pochován na hřbitově u svaté Otýlie u jižní ohradní zdi.

## Dílo

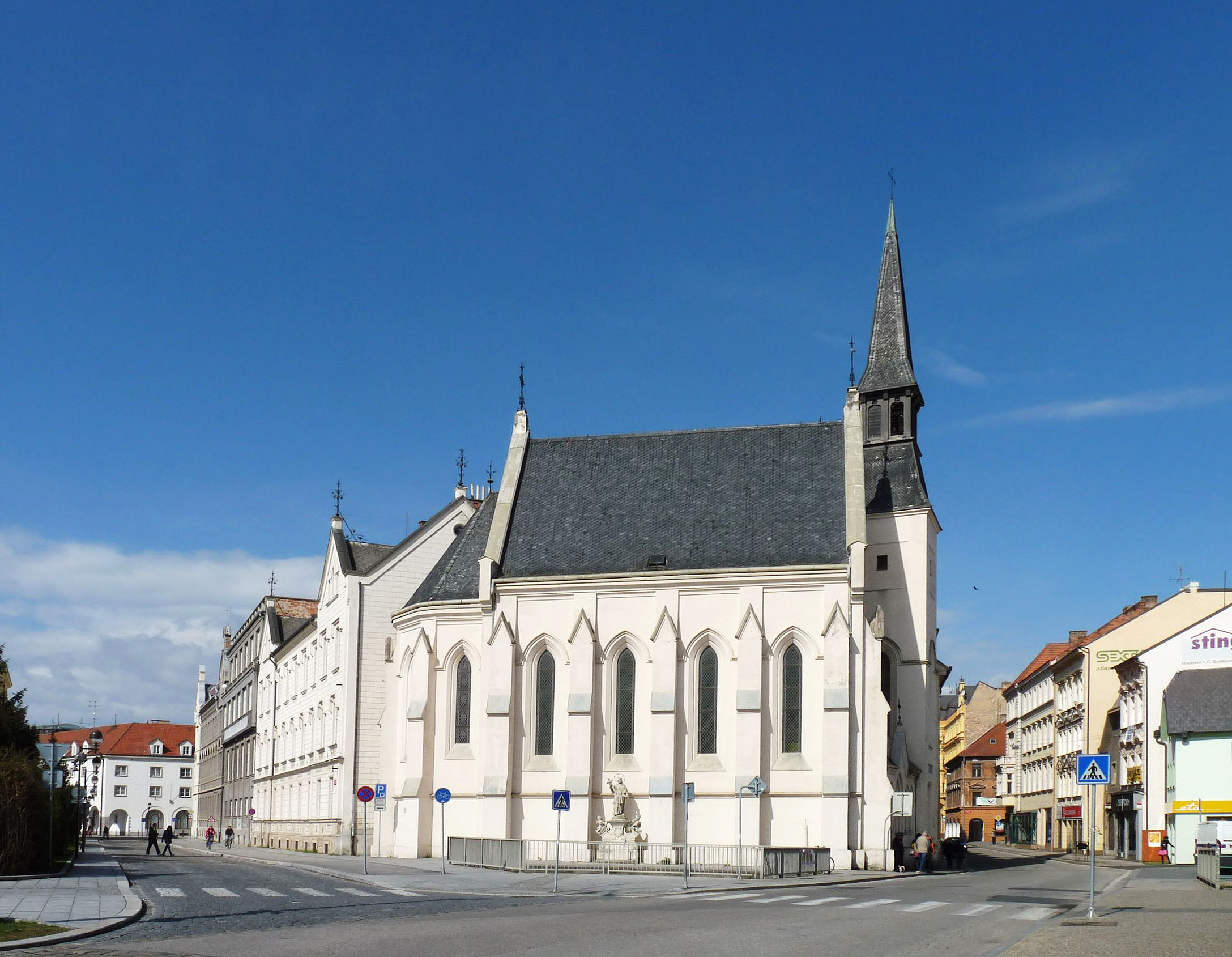
Kostel Svaté rodiny (České Budějovice) (1886–1888)

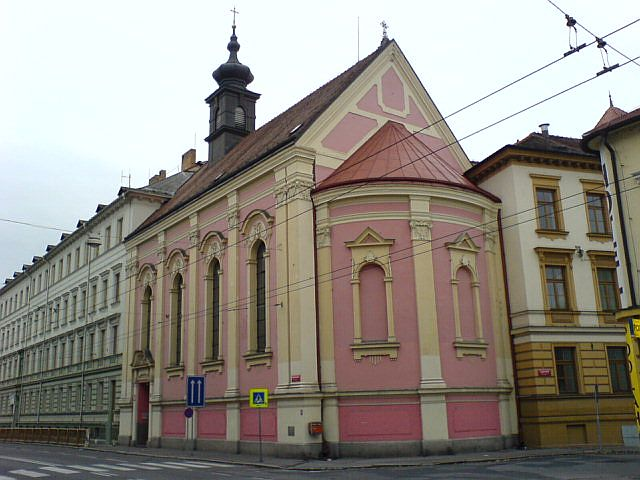
Kostel Božského srdce Páně (České Budějovice) (1903–1904)

- Činžovní dům v historizujícím stylu v Žižkově ulici v Českých Budějovicích (1885–1886)
- Kostel svaté Rodiny (České Budějovice) a přilehlý sirotčinec sester boromejek (1886–1888)
- Kostel Panny Marie Růžencové (České Budějovice) kostel a klášter bratří Nejsvětější Svátosti (petrinů) (dnes Žižkova ulice) (1899–1900)
- Kostel Božského srdce Páně (České Budějovice) v Rudolfovské ulici (1903–1904)
- kostel a starobinec boromejek na Lannově třídě (dnes budova policie)
- městský chudobinec (dnes budova Krajského úřadu v ulici Boženy Němcové)
- kostel a klášter U sv. Josefa na Sadech
- přestavba ústavu hluchoněmých na Mariánském náměstí
- městský hřbitov s kaplí sv. Otýlie
- škola ve Štítného ulici
- chudobinec v Německém Benešově
- v Mladém místní kaple (na Náměstí Švabinského)
- hřbitovní kaple v Mladém
- přestavba biskupské rezidence v Biskupské ulici
- a různé jiné budovy továren, nádraží, místních kaplí apod.

### Spolu se stavitelem Josefem Hauptvoglem
- Justiční palác (1902–1903)

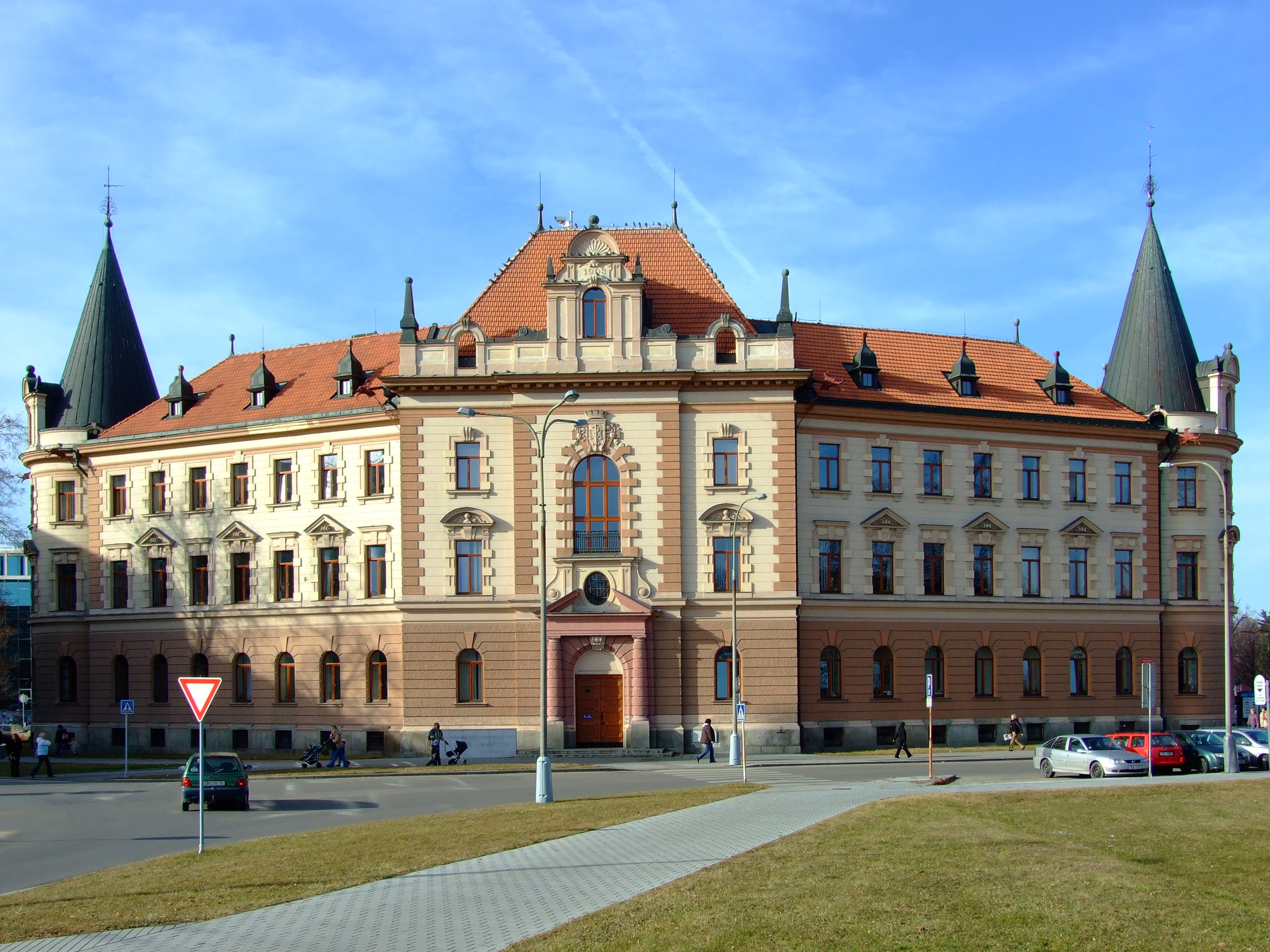
Justiční palác na Zátkově nábřeží (1902–1903)

- Tepelná elektrárna (dnes areál českobudějovické teplárny) (1907–1908)
- Německé gymnázium v České ulici (dnes Gymnázium Česká 64) (1902–1903)
- okresní úřad i blízký Stegmannův závod (obojí dohromady je dnešní Krajský úřad)

### Spolu se staviteli Johannem Stepanem a Josefem Hauptvoglem
- Německá obchodní škola (v dnešní Dukelské ulici)
- Dívčí lyceum (dnes budova Jihočeské univerzity v Dukelské ulici)
- Městská spořitelna v Krajinské ulici (1913)
- rozšíření dělostřeleckých kasáren na Pražském předměstí.